# Brown Bluff
Das Brown Bluff (englisch in etwa für Braune Klippe; in Argentinien Monte Bardas Coloradas, spanisch in etwa für Farbige-Bänder-Berg; in Chile Cerro Carbonell) ist ein Tafelvulkan nahe der Nordspitze der Antarktischen Halbinsel und der höchste Berg der Tabarin-Halbinsel.

## Namensgebung
Auf einer argentinischen Landkarte aus dem Jahr 1908 ist der Berg in Anlehnung an die Benennung der nordwestlich benachbarten Hope Bay als Cabo Hope verzeichnet. Seinen deskriptiven englischen Namen erhielt er durch Mitarbeiter des Falkland Islands Dependencies Survey, die hier 1946 Vermessungen vornahmen. Die deskriptive argentinische Benennung in Anlehnung an seine farbige Bänderung stammt aus dem Jahr 1978. Chilenische Wissenschaftler benannten ihn dagegen nach Sebastián Carbonell Santander, einem Teilnehmer an der 1. Chilenischen Antarktisexpedition (1946–1947).

## Geographie
Das Brown Bluff liegt an der Ostküste der Tabarin-Halbinsel am Antarctic-Sund, etwa 13 km südöstlich der Hope Bay und 8 km westlich der Jonassen-Insel. Der englische Name beschreibt das Aussehen des Berges von der Seeseite her. Die Nordflanke ist weitgehend eisfrei und von rotbrauner Farbe. Der 745 m hohe Berg ist etwa eine Million Jahre alt und weist die typische Form eines Tafelvulkans mit steilen Wänden und einem flachen Plateau auf, die darauf hindeutet, dass der Lavaaustritt unter einem Gletscher oder Eisschild erfolgte.

## Flora und Fauna
Der Stein- und Aschestrand zu Füßen des Brown Bluff und der schneefreie Teil des Kliffs werden von BirdLife International als Important Bird Area (AQ073) ausgewiesen. Es gibt je eine Kolonie von Adeliepinguinen (etwa 20.000 Brutpaare) und eine von Eselspinguinen (etwa 550 Brutpaare). Weiterhin brüten hier Dominikanermöwen, Kapsturmvögel, Schneesturmvögel und Raubmöwen, wahrscheinlich auch Buntfuß-Sturmschwalben, Riesensturmvögel und Silbersturmvögel. An Säugetieren werden regelmäßig Weddellrobben am Strand beobachtet. Seeleoparden jagen in den Gewässern vor der Küste. Das häufigste anzutreffende Landtier ist die Milbe Alaskozetes antarcticus, die unter den Steinen der Vogelkolonien lebt.
Die Vegetation ist kärglich. Flechten der Gattungen Xanthoria und Caloplaca wachsen auf Felsblöcken des Strandes und der Steilküste bis zu einer Höhe von 185 m. In höheren Regionen sind noch Moose zu finden.

## Tourismus
Das Brown Bluff wird regelmäßig von Touristen besucht. Der Landgang ist durch den Antarktisvertrag aus Naturschutzgründen streng reglementiert.
Am Abend des 28. Dezember 2007 kam es in den Gewässern vor dem Brown Bluff zu einem Zwischenfall. Das norwegische Kreuzfahrtschiff Fram der Reederei Hurtigruten ASA kollidierte nach einem Maschinenausfall mit einem Eisberg und wurde dabei an der Außenhaut beschädigt. Trotz dieses Schadens konnte das Schiff aus eigener Kraft den nächstgelegenen Anlegeplatz einer chilenischen Militärbasis auf King George Island anlaufen. Passagiere kamen bei der Havarie nicht zu Schaden.